# Ausbaustrecke/Neubaustrecke Plochingen–Günzburg
Die Ausbaustrecke/Neubaustrecke Plochingen–Günzburg (nach anderer Quelle auch Neubaustrecke/Ausbaustrecke Plochingen–Günzburg) war eine geplante Eisenbahn-Neu- und Ausbaustrecke zwischen Plochingen (bei Stuttgart) und Günzburg (bei Ulm). Die in den 1980er Jahren geplante Strecke sollte von Personenfern- und Nahverkehr sowie Güterzügen im Mischverkehr befahren werden.
Mit ihr sollte die Bestandsstrecke im Bereich der Geislinger Steige, ihrem steilsten und langsamstbefahrenen Abschnitt, entschärft und das Hochgeschwindigkeitsnetz, als Fortsetzung der in Bau befindlichen Schnellfahrstrecke Mannheim–Stuttgart, von Stuttgart nach Ulm verlängert werden.
In den frühen 1990er Jahren wurde die Planung zu Gunsten der Schnellfahrstrecke Wendlingen–Ulm und der Neugestaltung des Eisenbahnknotens Stuttgart („Stuttgart 21“) aufgegeben.

## Geschichte

### Hintergrund
Im Zuge der Vorplanung der Schnellfahrstrecke Mannheim–Stuttgart erwog die Deutsche Bundesbahn 1970, unter dem Stuttgarter Hauptbahnhof eine neue unterirdische Durchgangsstation für den Schnellverkehr aus Richtung Mannheim und Ulm anzulegen. Züge Richtung Ulm sollten dabei unter der Uhlandshöhe hindurch ins Neckartal bei Esslingen geleitet werden. Eine Neubaustrecke sollte von dort bis Unterfahlheim bei Ulm führen.

### Planung
Die mit einer maximalen Gradiente von 12,5 Promille trassierte Strecke sollte im Mischverkehr von Personen- und Güterzügen befahren werden können. Die vergleichsweise geringe Steigung sollte es insbesondere Güterzügen ermöglichen, die (bis zu 22,5 Promille steile) Bestandsstrecke ohne zusätzliche Schiebelokomotive zu passieren. Der Anstieg zur Schwäbischen Alb sollte dabei in einem etwa 23 km langen Aufstiegstunnel östlich der Bestandsstrecke, zwischen Beimerstetten/Westerstetten und Süßen, erfolgen. Die Errichtung eines solchen Tunnels wurde von Geologen als äußerst schwierig eingestuft. Der Albaufstieg weist vielfältige Karststrukturen auf. 1987 lief ein Erkundungsprogramm.
Während manche Pläne Mitte der 1980er Jahre einen dreigleisigen Ausbau der Bestandsstrecke zwischen Plochingen und Süßen vorsahen, bevorzugte das Land Baden-Württemberg eine bereits in Plochingen beginnende Neubaustrecke. Diese sei nach Bahnangaben unter bestimmten Prämissen denkbar gewesen.
Zwischen Zuffenhausen und Plochingen waren keine Ausbaumaßnahmen vorgesehen.
Das Projekt fand, mit offenem Trassenverlauf, Einzug in den vordringlichen Bedarf des Bundesverkehrswegeplans 1985. Der Streckenabschnitt zwischen Plochingen und Süßen sollte demnach (mit punktuellen Linienverbesserungen) dreigleisig ausgebaut werden. Als Alternative wurde für den Bundesverkehrswegeplan in diesem Abschnitt auch eine Neubaustrecke angemeldet, die in einem Abstand von bis zu 5 km zur Bestandsstrecke verlaufen wäre. Ein wesentlicher Vorteil dieser Variante sei, nach Bahnangaben, die Möglichkeit eines ausgedehnten Regionalverkehrs gewesen. Zwischen Süßen und Günzburg war eine Neubaustrecke vorgesehen. Diese sollte nördlich an Ulm vorbeigeführt und in Beimerstetten mit der Bestandsstrecke verbunden werden, um die Region um Ulm an den Fernverkehr anzubinden. Der genaue Trassenverlauf zwischen Plochingen und Günzburg wurde zunächst offengelassen. Die Fahrzeit zwischen Stuttgart und München sollte auf anderthalb Stunden verringert werden.
Die geplanten Investitionen im Bundesverkehrswegeplan 1985 lagen bei 1.910 Mio. D-Mark. Die Kosten für eine durchgehende Neubaustrecke zwischen Plochingen und Günzburg wurden dabei auf 2.190 Mio. DM geschätzt. Darüber hinaus war ein Ausbau zwischen Günzburg und Augsburg mit einem Volumen von 300 Mio. DM vorgesehen. (Preisstand: jeweils 1. Januar 1986)  Mitte 1985 wurden noch 1,9 Milliarden DM für das Neu- und Ausbauprojekt angegeben.
Im Vorfeld der Anmeldung für den Bundesverkehrswegeplan 1985 kam es zu intensiven öffentlichen Diskussionen, nachdem bekannt geworden war, dass als Varianten auch eine nördliche Umfahrung der Stadt Ulm in Erwägung gezogen wurde. Aus diesem Diskussionsprozess ging eine Reihe von Varianten hervor, die in die Vorplanung mit einbezogen wurden. Während die Reisezeit im Intercity zwischen Augsburg und Stuttgart bei einer Umfahrung von Ulm von 100 auf 70 Minuten sinken sollte, wurde für in Ulm haltende Züge ein Mehrbedarf von 15 Minuten angesetzt.

### Varianten
Im Zuge des Ausbauprogramms für das Netz der Deutschen Bundesbahn von 1970 war eine 220 km lange Neubaustrecke zwischen Stuttgart und München unter der Bezeichnung Ergänzungsstrecke Stuttgart–Ulm–Augsburg–München geplant. Eine Vorplanung sah 1970 den Bau einer 200 km langen Schnellbahnachse von Schwetzingen über Stuttgart und Plochingen nach Augsburg vor. Auf einem Drittel der Länge sollte die für rund 300 km/h ausgelegte Linie im Tunnel verlaufen. In Stuttgart wurde der Bau eines unterirdischen Durchgangsbahnhofs für den Schnellverkehr unter dem Hauptbahnhof erwogen. Diese Pläne wurden in dieser Form später nicht mehr weiter verfolgt.
1985 begannen die Variantenuntersuchungen im Korridor zwischen Stuttgart, Ulm und Augsburg. Anfang 1986 wurde bei der Bundesbahndirektion Stuttgart eine Planungsgruppe mit der Vorplanung der Strecke beauftragt.
Neben dem in den Bundesverkehrswegeplan 1985 eingebrachten Vorschlag wurden im Zuge der Anfang 1986 begonnenen Vorplanung verschiedene Varianten in vier Korridoren untersucht:
- Korridor A sah einen drei- bzw. viergleisigen Ausbau zwischen Plochingen und Süßen vor, alternativ auch eine Neubaustrecke (NBS). Zwischen Süßen und Günzburg (über Beimerstetten) wurden verschiedene NBS-Varianten vorgeschlagen.
- Korridor B sah zwischen Beimerstetten und Ulm einen dreigleisigen Ausbau vor, alternativ verschiedene Varianten von NBS. Zwischen Ulm und Günzburg war ein dreigleisiger Ausbau vorgesehen.
- Korridor C sah verschiedene NBS-Varianten zwischen Plochingen und Ulm vor.
- Korridor D verlief von Süßen über Lonsee nach Ulm. Verschiedene Varianten von NBS, teils entlang des Jahrzehnte zuvor geplanten Neckar-Alb-Donau-Kanals, waren vorgesehen.

Die bestehende Strecke verläuft zwischen Plochingen und Beimerstetten im Korridor A, im weiteren Verlauf über Ulm nach Günzburg im Korridor B. Im Sommer 1987 wurde ein Auftragsgutachten des Regionalverbands Mittlerer Neckarraum vorgelegt, das eine Verlängerung der S-Bahn von Plochingen bis Geislingen empfahl. Für den Filstalbereich wurde ein Ausbau auf vier Gleise (als Neu- oder Ausbaustrecke) empfohlen. Ein viergleisiger Ausbau wurde im Zuge der Vorplanung untersucht und, mit punktuellen Eingriffen in die Bebauung, für machbar gehalten.
Aus der technischen und betrieblichen Voruntersuchung gingen 33 „Trassenbausteine“ (ohne Zwischenbausteine) hervor. Durch Kombination ergaben sich daraus mehr als 80 durchgehende Einzeltrassen zwischen Plochingen und Günzburg. Zur Vereinfachung wurden zunächst 24 günstig erscheinende Bausteine (ohne Zwischenbausteine) ausgewählt. In einer zweiten Stufe wurden so optimierte Trassen gebildet und daraus zehn durchgehende Trassenvarianten zwischen Plochingen und Günzburg abgeleitet.
Ende 1987 wurden so zehn Varianten erwogen (AI, AII, AIII, AIV, BI, BII, BIII, CI, DI, DII). Die vier im Korridor A ausgewählten Trassen waren 78,346 bis 81,983 km lang, die drei Varianten im Korridor B 90,256 bis 92,558 km, die Variante im Korridor C (CI) 83,038 und die Varianten im Korridor D (DI, DII) 91,302 bis 94,049 km.
Diese Varianten wurden schließlich einer vergleichenden Bewertung unterworfen. Neben wirtschaftlichen und technischen Parametern wurden die verschiedenen Korridore auch einer Vergleichenden Ökologischen Bewertung unterzogen. Auf besonders großen Widerstand in der Öffentlichkeit stieß dabei die Variante A, die in einer Linie von Günzburg nach Beimerstetten verlaufen wäre und damit nördlich an Ulm vorbeigeführt hätte.
Der Variantenvergleich im Bereich Plochingen–Günzburg wurde im Frühjahr 1988 zum Abschluss gebracht und am 20. April 1988 den betroffenen Gebietskörperschaften vorgestellt; die damalige Bundesbahn favorisierte dabei im Bereich Ulm den Bau einer nördlichen Umgehungsstrecke für 140 Züge pro Tag. Das Land Baden-Württemberg enthielt sich zunächst einer Wertung.
Der 1989 vorgelegte Variantenvergleich schlug je eine Trassenführung nördlich von Ulm sowie eine durch Ulm vor. Der Bericht wurde den Ländern Baden-Württemberg und Bayern zur Stellungnahme vorgelegt. Zwischen 1986 und 1989 wurden 29 Millionen DM das Projekt investiert.
Aufgrund knapper Haushaltslage sollte der Neu- und Ausbau in mehreren Schritten erfolgen, die jeweils bereits für sich nutzbar sein sollten.

### Übergang zur Neubaustrecke Wendlingen–Ulm
1988 legte der Verkehrswissenschaftler Gerhard Heimerl einen Alternativvorschlag zur damaligen Bundesbahn-Planung vor. Dieser Vorschlag (so genannte H-Trasse) beinhaltete eine Streckenführung weitgehend entlang der Bundesautobahn 8, durchgehend südlich der Bestandsstrecke und den bislang diskutierten Varianten. Heimerls Konzept sah die Errichtung eines viergleisigen Durchgangsbahnhofes unter dem Stuttgarter Hauptbahnhof vor, wobei die oberirdischen Gleisanlagen des bestehenden Kopfbahnhofs erhalten geblieben wären. Die Trasse stieß auf breite politische Zustimmung und wurde ab 1992 den Planungen der Deutschen Bahn zu Grunde gelegt. Ein Gutachten der Universität Stuttgart von 1989 schlug ferner eine Umgehung des Hauptbahnhofs vor, indem die aus Mannheim kommende Neubaustrecke direkt mit der Ausbaustrecke gen Augsburg verbunden werden sollte. Mit einer, denkbaren, autobahnparallelen Trassierung der Neubaustrecke sei darüber hinaus eine Fahrzeitverkürzung von 40 Minuten zu erreichen. Mitte 1989 stimmte der Vorstand der Deutschen Bundesbahn diesem Vorschlag grundsätzlich zu, da diese Variante kürzer als die Filstal-Variante sei und den Flughafen Stuttgart mit anbinde. Die Fachdienste des Unternehmens wurden angewiesen, Lösungsmöglichkeiten zu entwickeln.
Als Kompromiss zwischen der H-Trasse und den vorliegenden Entwürfen legte die Bundesbahn dabei zunächst eine als Variante K (K für Kombinationstrasse) bezeichnete, kombinierte Neu- und Ausbaustrecke vor. Diese sollte (analog den Varianten A/B) die Steigungen der Geislinger Steige für den Güterverkehr entschärfen, jedoch in den von Heimerl vorgesehenen, neuen Durchgangsbahnhof für den Fernverkehr, unterhalb des Stuttgarter Hauptbahnhofs, einführen. Dabei sollte zwischen dem Hauptbahnhof und Plochingen ein Tunnel errichtet werden.
Der Albabstieg gen Stuttgart sollte im Rahmen der K-Trasse dabei mit zwei Tunneln erfolgen: Eine 7.780 m lange Röhre sollte dabei im Bereich von Stötten mit einer kontinuierlichen Steigung von 12,5 Promille zum Roggental führen, das in gleicher Steigung auf einer 140 m langen Brücke überquert werden sollte. Daran sollte sich ein 12.420 m langer Albtunnel anschließen, der über Eybach und Waldhausen mit 12,5 Promille angestiegen wäre, um dann im Bereich von Schalkstetten in ein Gefälle von 2,2 Promille umzukehren. Das Bauwerk sollte bei Weidenstetten an die Oberfläche treten, wo auch eine Überleitstelle vorgesehen gewesen war. Da Wasserdrücke mit einer Druckhöhe von bis zu 200 m damals nicht beherrschbar gewesen seien, wären bei dieser Lösung dauerhafte Drainage notwendig gewesen. Ferner wäre es, zumindest vorübergehend, zu einer Verschiebung der Europäischen Karstwasserscheide gekommen, die von der Tunneltrasse bei Braeunigsheim gekreuzt worden wäre.
Am 2. Juli 1990 entschied der damalige DB-Vorstand, die Untersuchung von Trassenvarianten fortzusetzen, um mit den beteiligten Ländern bis Anfang 1991 zu einer Entscheidung über die Linienführung zu kommen. „Aus strategischen Gründen präferiert der Vorstand unter dem Aspekt der Zukunftsperspektiven eine Trasse in Anlehnung an die Heimerl-Variante. Diese Variante (H) bedeutet Unterfahrung von Stuttgart und Ulm, Möglichkeit der Anbindung des Stuttgarter Flughafens und ist gegenüber der Filstal-Variante (A IV) die kürzere, sowie schnellere Verbindung“ Eine später nicht mehr publizierte Passage besagt: „Nach derzeitiger Sachlage ist eine Entscheidung nicht möglich: Der Zeitpunkt der Fertigstellung der Strecke ist für das Unternehmen DB jedoch von großer Bedeutung. Nach Äußerungen Dritter scheint die K-Trasse über Filstal, Plochingen, Günzburg jedoch leichter und schneller realisierbar zu sein.“ Ebenfalls Teil dieser Entscheidung war die Aufforderung, auf eine Ertüchtigung des „Remstalwegs“ (Ausbau der Bahnstrecke Stuttgart-Bad Cannstatt–Nördlingen) hinzuarbeiten, „da sie unabhängig von der Variante notwendig“ sei.
Am 12. Juni 1991 stellte die Bundesbahn die beiden Trassenalternativen auf Einladung des baden-württembergischen Verkehrsministeriums vor. Die betroffenen Gebietskörperschaften erhielten bis Herbst 1991 Gelegenheit, sich gegenüber dem Ministerium zu äußern. Die Bundesbahn rechnete mit einer Grundsatzentscheidung über die Trasse zwischen Stuttgart und Ulm für Herbst gleichen Jahres. Der frühestmögliche Baubeginn wurde mit Mitte der 1990er Jahre angegeben. Im Oktober 1991 legte die damalige Bundesbahn eine Variantenuntersuchung der Varianten K und H vor. Im September 1992 fasste die Landesregierung einen Kabinettsbeschluss zur Realisierung der Variante H unter voller Einbindung des Stuttgarter Hauptbahnhofs in Form eines Durchgangsbahnhofes.
Am 8. Dezember 1992 fasste der Bahnvorstand einen Grundsatzbeschluss für die H-Trasse, allerdings ohne einen Fernbahntunnel unter dem Hauptbahnhof, der weiterhin oberirdisch angefahren werden sollte. Der Entwurf sah vor, die Strecke von Stuttgart über Bad Cannstatt und Untertürkheim nach Esslingen-Mettingen zu führen. Von dort sollte ein Tunnel bis Neuhausen auf die Fildern führen, die Strecke dort in eine Parallellage zur A 8 einschwenken. Geprüft wurde dabei die Errichtung eines neuen Fernbahnhofes am Rande des Rosensteinparks mit der Errichtung eines fünften Gleises zwischen Hauptbahnhof und Cannstatt. Das bisherige Bahngelände sollte überbaut werden.
Die Bundesbahn bezeichnete die H-Trasse in diesem Zusammenhang als wirtschaftlichste Lösung. Die Fahrzeit zwischen Stuttgart und Ulm sollte sich von 53 auf 31 Minuten verkürzen. Die Bundesbahn kündigte an, in das 1993 einzuleitende Raumordnungsverfahren sowohl die beschlossene H-Trasse als auch die K-Trasse einzubeziehen. Im Rahmen beider Varianten waren, nach dem Planungsstand von 1993, eine Reihe von langen Tunnel vorgesehen.
Das Verkehrswissenschaftliche Institut der Universität Stuttgart prüfte darüber hinaus die Möglichkeit der Errichtung eines neuen Fernbahnhofes in Kornwestheim, Untertürkheim und Bad Cannstatt. Nach Angaben des Instituts hätten sich alle Varianten als wenig attraktiv erwiesen. Im Rahmen der Planungen eines Fernbahnhofs am Rosensteinpark seien hingegen die städtebaulichen Potentiale, die Nutzung der frei werdenden Flächen, erkannt worden. Daraus sei Stuttgart 21 als gemeinsames Konzept der Verkehrs- und Stadtentwicklung hervorgegangen.
Im April 1994 wurde das Projekt der Öffentlichkeit vorgestellt. Im Zuge des Projekts entstand mit der Schnellfahrstrecke Wendlingen–Ulm eine Strecke, die weitgehend der vorgeschlagenen H-Trasse entspricht.